# Droga R4 (Białoruś)
Droga R4 – droga o znaczeniu krajowym na Białorusi. Łączy Baranowicze z drogą R43 w Lachowiczach. Jej długość wynosi 30 km.
Droga biegnie przez obszar rejonów barnowickiego i lachowickiego, wchodzących w skład obwodu brzeskiego.

## Przebieg
- Rejon baranowicki
  -  Baranowicze R4
  -  R91
- Rejon lachowicki
  - Darewo
  -  Lachowicze  R103
  - Rusinowicze
  -  R43